# Robot doméstico

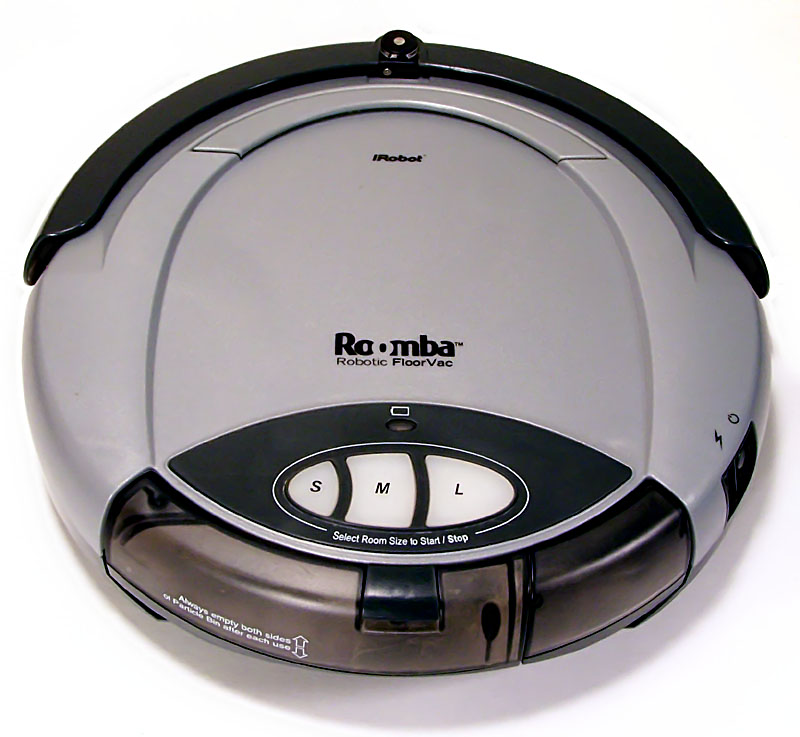
Primera generación de Roomba que aspira las alfombras y suelos en el hogar.

Un robot doméstico, también conocido como robot de servicio, es un robot autónomo que se encarga de las tareas del hogar, por lo que su función principal es mejorar la calidad de vida dentro de este.
Los continuos avances en robótica y en domótica han hecho posible la irrupción de variadas clases de robots domésticos. Algunos se utilizan con el objetivo de facilitar las tareas rutinarias, lo que permite una mejor administración del tiempo por parte de sus dueños. Por otro lado, hay robots que se emplean para el ocio y/o entretenimiento. Cabe destacar que a estos autómatas se les pueden asignar igualmente labores de seguridad, atención a personas mayores, vigilancia u otra tarea que se estime conveniente. Con el paso del tiempo, este tipo de robots se han tornado más conocidos y  populares, principalmente por la expansión de la robótica y la disminución de los costos de producción de los mismos, logrando así su implementación en el mercado.
Día tras día se desarrollan nuevos tipos robots, ya sea porque se mejoran los modelos existentes o porque se amplía la posibilidad de labores que estos pueden realizar, tanto para una tarea en especial como para actividades más generales.
Un ejemplo, entre la multitud de los existentes, es el robot Roomba, el cual es fabricado y comercializado por iRobot. También tenemos el robot Pepper de Aldebaran Robotics y Softbank Mobile, el cual posee un carácter más social.

## Historia
El concepto de robot o de la robótica se remonta a muchos años atrás, desde la época de Aristóteles. Se pueden encontrar referencias de automatización cerca del 300 a. C. Años después, el polímata Da Vinci hizo un bosquejo de una máquina con características similares a la de un robot en el renacimiento.
Luego, entre 1700 y 1900 se comenzó a desarrollar la automatización para distintas tareas, es aquí donde se encuentra una de las primeras referencias del robot doméstico. En Francia, hacia el año 1889 -y como causa del cambio de siglo- se presentaron distintos conceptos de cómo sería la vida en el 2000. Entre las posibilidades, y representado a través de una imagen, se planteó la idea de un artefacto controlado a distancia, que se encargara de realizar las tareas del hogar, como asear.
Con el avance de la Industria, Henry Ford -en el año 1908- implementa la automatización a su línea de producción de vehículos y con esto hecho el mundo logra apreciar el poder que tiene esta. A partir de este suceso, comenzó a fortalecerse la idea de crear máquinas autónomas, pero no es hasta 1932 que se crea el primer robot de juguete en Japón, bautizado con el nombre de "Lilliput", el cual tenía la facultad de caminar. Obviamente, este robot no tenía un fin industrial, sino que estaba hecho para recreación.
Es aquí cuando el concepto "robots de servicio" y "robot domésticos" comienza a tomar fuerza, por lo que surgen los primeros autómatas utilizados para este objetivo. Estos se mostraban como seres de metal con apariencia humana, los cuales eran capaces de realizar distintas tareas en el hogar. Paralelamente surgió la idea de robots especializados en una sola tarea, esto a partir del diseño de máquinas cortadoras de césped a control remoto.
, pero no es hasta 1955, en el programa de ciencia ficción "Science Fiction Theatre", que se presenta el concepto de robot especializado en una sola tarea. En un episodio aparecía un viajero del tiempo, el cual poseía una "sonic broom", que era una aspiradora robot pequeña, bastante similar a las tan populares de hoy en día.
Con el tiempo siguieron apareciendo conceptos similares de robots domésticos especializados en una tarea del hogar, siendo el aspirar y cortar el pasto las principales labores. Durante este tiempo es que se consideran los primeros modelos de lavavajillas.
La idea de robots domésticos se hizo más común en la Ciencia Ficción, junto con la idea de casas inteligentes y ciudades inteligentes. Donde se veían familias que eran asistidas por sus robots domésticos cuando estaban en su casa.
El desarrollo de distintos modelos de robots domésticos comenzó a crecer llegando al mercado a fines del siglo pasado. En 2002, se lanza al mercado la conocida aspiradora Roomba -vigente hasta el día de hoy- la cual se convirtió en uno de los símbolos de los robots domésticos de la actualidad. Desde entonces han aparecido una gran cantidad de robots domésticos y su influencia va en aumento en el mercado.

### Primeros conceptos de Robot domésticos
A lo largo de la historia, estos fueron algunos de los primeros conceptos de robots domésticos:

#### Limpiadores de suelo
- 1928-Televox[12]
- 1940-Roll-Oh[13]
- 1949-George-the robot[5]
- 1955-Sonic Broom[8]

#### Jardineros
- 1938-Alvin Lodge Remote-Controlled Lawn Mower[14]
- 1949-George-the robot
- 1950-Jim Walker R/C Mower[6]
- 1950-Grass Finder[15]

### Robots Domésticos en Ciencia Ficción
La idea de los robots domésticos se hizo conocida en la mayoría de la población a través de la ciencia ficción, donde se mostraban casas inteligentes y robots que se encargaban de las tareas del hogar. Se observaban autómatas destinados a una tarea en particular y, en ocasiones, a más de alguna. Incluso hay robots de apariencia humana, los cuales pueden desempeñar casi todas las labores del hogar. Estos últimos robots se ven en películas como "Stars Wars", "El Hombre Bicentenario" o "Yo, robot". En estas películas se ve cómo C-3PO, Andrew y Sony con los Ns5 son robots con apariencias humanas que podían encargarse de todas las tareas del hogar. Por otro lado, entre los robots destinados a una sola tarea, se tienen como ejemplo la "Sonic Broom"  de "Science Fiction Theatre", la aspiradora de "Los Supersónicos" y la aspiradora de los "Teletubbies".
También se pueden apreciar robots domésticos en la literatura, como por ejemplo en los textos de Isaac Asimov. En sus escritos -ambientados en mundos futuristas- son comunes los autómatas enfocados en las tareas del hogar. De hecho, no es raro que en sus libros los acontecimientos ocurran en torno a los robots. Uno de estos textos es "el hombre bicentenario", que habla sobre un robot doméstico que desea ser humano al relacionarse profundamente con la familia en donde realizaba las tareas domésticas. También se pueden ver robots domésticos en la serie de cuentos "Yo, Robot" de Asimov.

## Clases
Existe una gran variedad de robots domésticos, por esto generalmente son clasificados según sus tareas:
- Robots para mopear[21] y aspirar (aspirador robótico).
- Robots trapeadores (fregadores).
- Robots que lavan la ropa.
- Robots de planchado.
- Robots de doblado.
- Robots de cocina
- Robots que sirven comidas y bebidas.
- Robots que lavan vajillas y baterías de cocina.
- Robots de vigilancia.
- Robots que cortan el césped.
- Robots que limpian paredes y suelo de una piscina.
- Robots limpiacristales

Algunos pueden estar destinados para servir a personas mayores o con discapacidad (robótica asistiva).

## Actualidad

### Funcionamiento y Avances
En la actualidad, el rápido desarrollo de las tecnologías ha ayudado a los avances de la robótica  y, por consiguiente, a los robots domésticos. Los avances en el análisis de datos del entorno han mejorado la funcionalidad de estos, logrando que cumplan su labor de manera eficiente. También, gracias al procesamiento de información, se ha logrado superar el problema de la zona de desempeño, ya que estos robots deben ser capaces de cumplir su tarea y superar obstáculos en cualquier tipo de ambiente, es decir, en distintos tipos de arquitectura. El uso de sensores y cámaras para recolectar datos se complementa con los avances en procesamiento de información, logrando así una gran capacidad de procesamiento en un espacio reducido. Luego, con todos los datos procesados, se mejora la precisión con que deben realizar su labor. Un ejemplo de esto es el detector de suciedad de "Roomba", el cual es capaz de reconocer los lugares con mayor suciedad usando sus sensores y cámaras, lo que optimiza la forma en que realiza su labor.
A veces se utilizan etiquetas RFID en objetos, platos o utensilios, ya que con una pequeña información desde los sensores se pueden realizar las tareas más eficientemente. Como resultado el robot sabe dónde se encuentra cada cosa y puede aprender tareas simplemente observando los movimientos de los objetos. De esta forma, poner la mesa es muy sencillo, reconociendo que las copas y platos desaparecen de la mesa y el fregado posterior se caracteriza por los mismos objetos que desaparecen de la mesa y aparecen en el lavavajillas o fregadero.
Otro avance en esta área de la robótica es la forma que tienen los autómatas de relacionarse con los seres humanos. En la actualidad, se ha logrado que los robots puedan recibir órdenes a través de comandos de voz; solo se debe decir qué hacer y el robot inicia sus tareas.  Además de esto, los robot han logrado establecer relaciones más amenas con los seres humanos y han adquirido apariencias más amigables. Algunos son capaces de simular expresiones humanas y dar respuestas más elaboradas a los comandos de voz que se le dan para iniciar sus labores. Estos son considerados robots sociales.
Los robots sociales tienen como uno de sus principales objetivos tener una buena relación con los seres humanos, agradar a los niños principalmente. A partir de esto nacen robots domésticos de compañía, para los niños o cualquier persona de la familia. Un ejemplo de estos robots es "Buddy", un robot social que se encarga de recordar a las personas sobre sus tareas, sirve como enciclopedia, contesta llamadas y cuida la casa.
También se han diseñado robot domésticos que se encargan de la seguridad del hogar, realizando patrullas cuando no se encuentra nadie en casa o identificando si algo se encuentra mal, para luego enviar algún tipo de alerta a los dueños de recinto.
Hoy en día existen muchos modelos de robots domésticos, algunos de los más populares en sus respectivas áreas en la actualidad son:
- Roomba de iRobot: Robot aspiradora que tiene múltiples versiones desde 2002[29][30]
- Scooba de iRobot: Robot fregador de piso[31]
- Lawnbott: Robot cortador de césped.[32]
- Droplet : Robot regador de jardín[33]
- Grillbot : Robot limpiador de parrilla[34]
- Litter-Robot : Alimentador de mascotas[35]
- Jibo* : Robot social (Estático)[36]
- Moley*: Robot chef[37]
- Buddy*: Robot social (Móvil) que da recordatorios, contiene información de distintas cosas, contesta llamadas y cuida la casa.[38]
- Spotmini* de Boston Dynamics: Robot cuadrúpedo altamente estable que puede recoger y trasladar cosas.[39]
- Pepper de Aldebaran Robotics y Softbank Mobile: Robot social con una gran capacidad de interacción y reconocimiento de emociones, principalmente para asistir en la casa y dar compañía a las personas.[40][41]
- Samsung: Su línea de aspiradoras y barredoras robots[42]
- SpeedFolding,  robot de doblado.[43]

*Fuera del mercado aún.

### Robocup@Home
La Robocup es la competencia de robótica más grande en el mundo. Esta fue fundada en 1997 y busca promover el desarrollo de la robótica y la inteligencia artificial a través de distintas pruebas que deben realizar los equipos.
Esta competencia se divide en distintas categorías, entre ellas se encuentra la categoría Robocup@Home. La Robocup@Home, añadida en la edición del 2006 de la competición, es la categoría que se enfoca en robots autónomos de la vida diaria y en la relación entre los robots y los seres humanos.
Esta categoría de la Robocup está destinada a los robots domésticos y su desarrollo, todos los años los equipos mejoran el hardware y software de sus robots de servicio para superar las distintas pruebas y ver cual robot de servicio es el mejor. Las pruebas consisten en situaciones de la vida diaria de las personas, que los robots deben tratar de ejecutar como por ejemplo servir la comida o sacar la basura de una casa. Además, esta categoría evalúa habilidades sociales de los robots, por lo que potencia también los robots sociales.
Los principales desafíos que deben superar estos robots se resumen en: interacción humano-robot, navegación y mapeo en distintos ambientes, visión y reconocimiento de objetos, manipulación de elementos, comportamiento adaptable, integración de comportamiento, inteligencia ambiental y estandarización e integración de sistemas.
Algunos de los equipos de robótica que destacan en esta categoría en la actualidad son:
- ToBI[47]
- WrightEagle@Home[48]
- TechUnited Eindhoven[49]
- KameRider[50]
- homer@UniKoblenz[51]
- Tinker[52]
- eR@sers[53]
- Golem[54]

### Mercado

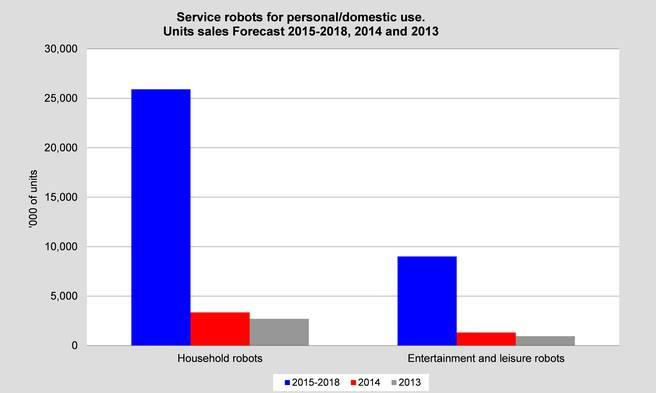
Gráfico Ventas de Robots Domésticos de la IFR

Debido a la disminución en los costos de producción de los robots domésticos, estos ya no son de acceso exclusivo para millonarios. Los precios de estos son accesibles para una gran cantidad de usuarios. Además, el mercado ofrece una gran variedad de robots para elegir, con distintas habilidades y capacidades.
Los robots domésticos o de servicio son clasificados separadamente de la gran variedad de robots que existen, debido a su lugar de desempeño. Estos han generado un mercado masivo con distintos precios y canales de ventas.
La cantidad de robots domésticos vendidos en 2013 es de 2500 aproximadamente. Esta cifra, durante el 2015, ascendió a 26 000 según la Federación Internacional de Robótica. El creciente avance tecnológico genera nuevos modelos y mejoras de los actuales robots a cada segundo, por lo que existe una gran variedad de opciones en el mercado de estos, los cuales realizan tareas diversas. Algunos varían en el tipo de tecnología que se utiliza en ellos. Esto genera una mayor cantidad de usuarios, dependiendo de sus necesidades.
De acuerdo a las investigaciones de mercado, las ventas a nivel mundial de robots domésticos y de servicio crecerán en un 23.5% por año entre el 2015 y el 2020.